# Георги Арнаудов (търговец)
Вижте пояснителната страница за други личности с името Георги Арнаудов.
Георги Янакиев Арнаудов е едър български възрожденски търговец от Ловеч.

## Биография
Арнаудов е роден в 1839 година в Ловеч в семейството на емигрант от Дебърско. Арнаудов търгува с копринарство и манифактура и има дюкяни освен в Ловеч и в Бежаново, Враца и търгува из Пиротско и Нишко до сръбската граница. Набавя стоки от Цариград и Румъния и ходи по търговия из Анадола. По време на Руско-турската война (1877 - 1878) след първото превземане на Ловеч се присъединява към руските войски и при село Зълково е ранен след сблъсък с черкезки отряд. Укрива се в Ловеч и дочаква падането на Плевен. След войната продължава търговията с коприна, като започва да се занимава и с лозарство. Жени се за Юрдана Ветюва Ватева, а след смъртта ѝ се жени отново.
Умира на 20 юни 1911 година.